# گوشتسینیتس (استان اشوی‌داشکسیه)
گوشتسینیتس (به لهستانی: Gościniec) یک منطقهٔ مسکونی در لهستان است که در گمینا خنچینه واقع شده‌است. گوشتسینیتس ۱۵۰ نفر جمعیت دارد.